# Al-Haqqa

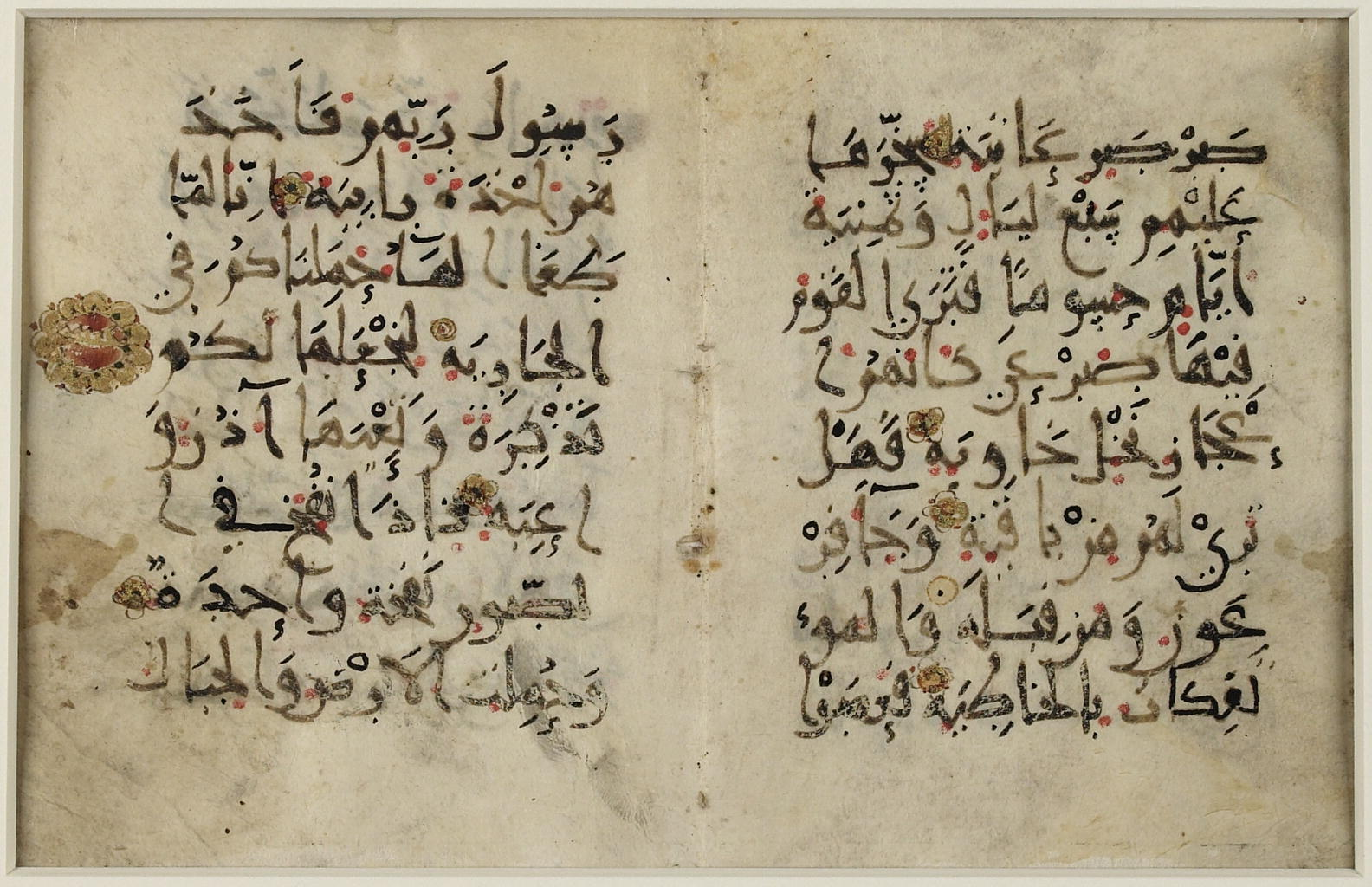
Vers 6-14.

Al-Ḥāqqah (arabiska: سورة الحاقة) ("Sanningens stund") är den sextionionde suran i Koranen med 52 verser (ayah).
Suran berättar historien om folken Thamud och 'Ad, som förgjordes då de förkastade tron på Allah. Den klargör senare att det som profeten Muhammed säger varken är poesi eller "ord från en siare", utan en direkt uppenbarelse från Allah.
Suran skall ha uppenbarats för Muhammed under dennes period i Mekka.